# Incidente dell'Avro Ten di Imperial Airways del 1933
L'Incidente di Imperial Airways del 1933 a Ruiselede del 1933 avvenne il 30 dicembre 1933 quando un Avro Ten dell'Imperial Airways entrò in collisione con uno degli alberi radio di Belradio a Ruiselede, Fiandre occidentali, Belgio e si schiantò uccidendo tutte e dieci le persone a bordo. L'aereo operava un volo passeggeri di linea internazionale da Colonia, in Germania, a Londra, in Inghilterra, via Bruxelles, in Belgio.
L'aereo dell'incidente era un Avro Ten con registrazione G-ABLU, c/n 528. L'aereo era entrato in servizio con la Imperial Airways nel maggio 1931 e dopo aver prestato servizio per un certo periodo con la Iraq Petroleum Transport Co., era tornato alla Imperial Airways. L'aereo si chiamava Apollo.

## L'aereo
L'aereo dell'incidente era un Avro Ten con registrazione G-ABLU, c/n 528. L'aereo era entrato in servizio con la Imperial Airways nel maggio 1931 e dopo aver prestato servizio per un certo periodo con la Iraq Petroleum Transport Co., era tornato alla Imperial Airways. L'aereo si chiamava Apollo.

## Incidente
Operando un volo da Colonia, Germania, all'Aeroporto di Croydon, Regno Unito con scalo all'Aeroporto Haren, Bruxelles, Belgio, l'aereo è partito alle 12:20 ora locale (11:20 GMT), ovvero 20 minuti più tardi del previsto. A causa della nebbia, l'aereo stava volando su una rotta a nord della sua rotta normale. Alle 13:15, mentre volava a un'altitudine di 250 piedi (76 m), si schiantò contro un tirante dell'albero radio alto 870 piedi (270 m) a Ruiselede, che in quel momento era illuminato. La parte superiore dell'albero è stata demolita. L'aereo ha perso un'ala e si è schiantato. Quattro lavoratori della stazione radio si sono precipitati in aiuto dei passeggeri dell'aereo, così come dodici abitanti del villaggio di Ruiselede. Si ritiene che almeno un passeggero sia sopravvissuto allo schianto. Ci fu un'esplosione e i rottami dell'aereo furono bruciati. Tutti i dieci passeggeri e l'equipaggio dell'aereo sono rimasti uccisi. Quattro soccorritori hanno riportato ustioni.

## Indagine
L'incidente è stato indagato dalle autorità belghe. La Accidents Investigation Branch britannica ha inviato un rappresentante per assistere nelle indagini.

## Premi
I parenti di una delle vittime hanno elogiato il coraggio di uno dei soccorritori e hanno insistito affinché fosse ricompensato per il suo coraggio. Il re Alberto I assegnò a Camille van Hove la Croce Civica (1ª Classe) per i suoi sforzi nel tentativo di salvare le vittime dell'incidente. Il signor van Hove ha riportato gravi ustioni e al momento della notifica del premio si trovava ancora all'ospedale di Bruges. Altri nove soccorritori hanno ricevuto una ricompensa in denaro.